# 리틀햄프턴

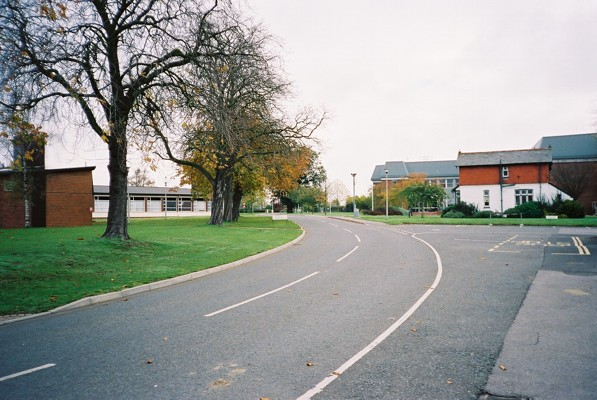
리틀햄프턴

리틀햄프턴(영어: Littlehampton)은 영국 사우스이스트 잉글랜드의 도시이며, 면적은 11.35km2이다. 인구는 27,500명(2001년)이고, 인구밀도는 2,423명/km2이다.

## 자매 도시
- 독일 뒤르메르샤임
- 프랑스 셰네비에레쉬르마른